# سيد عطاء المهيمن بخاري
سيد عطاء المهيمن بخاري (1 يوليو 1944 - 6 فبراير 2021) كان زعيمًا سياسيًا دينيًا من باكستان، ورئيسًا لمجلس أحرار الإسلام، وابن سيد عطا الله شاه بخاري.